# Scott Thwaites
Scott Christopher Thwaites (Burley-in-Wharfedale, 12 februari 1990) is een voormalig Engels wielrenner. In 2014 werd hij tweede in de Ronde van Drenthe. De Brit werd door zijn team aangewezen als reserve voor de Ronde van Frankrijk 2014, die in zijn eigen streek Yorkshire van start ging. In 2017 reed Thwaites wel de Ronde van Frankrijk en haalde Parijs.

## Overwinningen
2011
 Brits kampioen tijdrijden, Beloften
2012
 Brits criteriumkampioen, Elite

## Resultaten in voornaamste wedstrijden
| Jaar | Ronde van Italië | Ronde van Frankrijk | Ronde van Spanje |
| ---- | ---------------- | ------------------- | ---------------- |
| 2013 |                  |                     |                  |
| 2014 |                  |                     |                  |
| 2015 |                  |                     |                  |
| 2016 |                  |                     | 116e             |
| 2017 |                  | 107e                |                  |
| 2018 |                  |                     |                  |
| 2019 |                  |                     |                  |
| 2020 |                  |                     |                  |
| 2021 |                  |                     | 134e             |
| 2022 |                  |                     |                  |

| Jaar | Milaan-San Remo | Gent-Wevelgem | Ronde van Vlaanderen | Parijs-Roubaix | Amstel Gold Race | Luik-Bast.‑Luik | Kuurne-Brussel-Kuurne | Parijs-Tours |  | WK op de weg |  | Wereldranglijsten |
| ---- | --------------- | ------------- | -------------------- | -------------- | ---------------- | --------------- | --------------------- | ------------ |  | ------------ |  | ----------------- |
| 2013 |                 |               |                      |                | opgave           |                 |                       |              |  |              |  |                   |
| 2014 |                 | opgave        | 78e                  |                |                  |                 | 104e                  | opgave       |  |              |  |                   |
| 2015 |                 | 17e           | 64e                  | 69e            |                  |                 | 53e                   | opgave       |  |              |  |                   |
| 2016 |                 |               | 20e                  | 55e            |                  |                 | 10e                   | 149e         |  | 52e          |  |                   |
| 2017 | 170e            | 29e           | 16e                  | 53e            |                  |                 |                       |              |  | 97e          |  | 157e (UWT)        |
| 2018 | 40e             |               |                      |                |                  |                 |                       |              |  |              |  | 244e (UWT)        |
| 2019 |                 |               |                      |                |                  |                 |                       |              |  |              |  |                   |
| 2020 | 95e             |               |                      |                |                  | 118e            |                       | 48e          |  |              |  |                   |
| 2021 |                 | opgave        |                      |                |                  |                 |                       | 110e         |  |              |  |                   |
| 2022 |                 |               |                      |                |                  | opgave          |                       | 101e         |  |              |  |                   |

## Ploegen
- 2010 –  Endura Racing
- 2011 –  Endura Racing
- 2012 –  Endura Racing
- 2013 –  Team NetApp-Endura
- 2014 –  Team NetApp-Endura
- 2015 –  Bora-Argon 18
- 2016 –  Bora-Argon 18
- 2017 –  Team Dimension Data
- 2018 –  Team Dimension Data
- 2019 –  Vitus Pro Cycling
- 2020 –  Alpecin-Fenix
- 2021 –  Alpecin-Fenix
- 2022 –  Alpecin-Fenix

Bauer · Blain · Camaño · Christie · Creber · Hand · Hayles · King · Lines · McCallum · Moss · Oliphant · Partridge · Thwaites · C. Wilkinson · I. Wilkinson
Anderson · Bauer · Blain · Camaño · Clarke · Hayles · de Jonge · Mandri · Moss · Oliphant · Partridge · Pritchard · Thwaites · Voss · Wetterhall · C. Wilkinson · I. Wilkinson
Anderson · Bibby · Blain · Camaño · Dempster · Downing · Mandri · McEvoy · Partridge · Rowsell · Thwaites · Tiernan-Locke · Voss · Wetterhall · Wilkinson · Windsor
Bárta · 
Benedetti · 
Camaño · 
De la Cruz · 
Dempster · 
Downing · 
Eichler · 
Huzarski · 
Jarc ·   
Kluge ·   
König · 
Matzka · 
McEvoy ·
Mendes · 
Rowsell · 
Schillinger · 
Schorn · 
Schwarzmann · 
Thwaites · 
Voss · 
Wetterhall
Bárta · 
Benedetti · 
Bennett · 
Camaño · 
De la Cruz · 
Dempster · 
Huzarski · 
Jarc · 
König · 
Machado · 
Matzka · 
McEvoy · 
Mendes · 
Padour · 
Rowsell · 
Schillinger · 
Schorn · 
Schwarzmann · 
Thwaites · 
Voss  · 
Konrad (stagiair) · 
Krieger (stagiair) · 
Mühlberger (stagiair) 
Archbold · Bárta · Bauhaus · Benedetti · Bennett · Buchmann · Dempster · Huzarski · Konrad · Matzka · Mendes · Nerz · Pfingsten · Salerno · Schillinger · Schorn · Schwarzmann · Thurau · Thwaites · Voss · Mühlberger (stagiair) · Pöstlberger (stagiair)
Archbold · Bárta · Bauhaus · Benedetti · Bennett · Buchmann · Dempster · Herklotz · Huzarski · Konrad · Matzka · Mendes · Mühlberger · Nerz · Pfingsten · Pöstlberger · Schillinger · Schwarzmann · Selig · Thwaites · Voss
Antón · Berhane · Boasson Hagen · Cavendish · Cummings · Debesay · Dougall · Eisel · Farrar · Fraile · Gibbons · Haas · J. Janse van Rensburg · R. Janse van Rensburg · King · Kudus · Morton · Niyonshuti · O'Connor · Pauwels · Reguigui · Renshaw · Sbaragli · Teklehaimanot · Thomson · Thwaites · Venter · van Zyl · Dlamini (stagiair) · Eyob (stagiair) · Gebreigzabhier (stagiair)
Antón · Berhane · Boasson Hagen · Cavendish · Cummings · Davies · Debesay · Dlamini · Dougall · Eisel · Gebreigzabhier · Gibbons · J. Janse van Rensburg · R. Janse van Rensburg · King · Kudus · Meintjes · Morton · O'Connor · Pauwels · Renshaw · Slagter · Thomson · Thwaites · Venter · Vermote · van Zyl
Anderson · Bayer · De Bondt · del Carmen Alvarado · De Tier · De Vreese · Dillier · Eibl · Jans · Janssens · Krieger · Leysen · Meisen · Merlier · Meurisse · Modolo · Philipsen · Pieterse · Planckaert · Richardson · Rickaert · Riesebeek · Sbaragli · Sweeck · Taminiaux · Thwaites · Tulett · Vakoč · D. van der Poel · M. van der Poel · Vergaerde · Vermeersch · Vervaeke · Vine · Walsleben
Anderson · Ballerstedt · Bax · Bayer · De Bondt · De Tier · Dillier · Gaze · Gogl · Janssens · Krieger · Leysen · Mareczko · Merlier · Meurisse · Oldani · Philipsen · Planckaert · Rickaert · Riesebeek · Sbaragli · Stannard · Taminiaux · Thwaites · Van Den Bossche · D. van der Poel · M. van der Poel · Van Keirsbulck · Vermeersch · Vermote · Vine